# Liacarus conjunctus
Liacarus conjunctus är en kvalsterart som beskrevs av Mihelcic 1954. Liacarus conjunctus ingår i släktet Liacarus och familjen Liacaridae. Inga underarter finns listade i Catalogue of Life.